# Kelowna

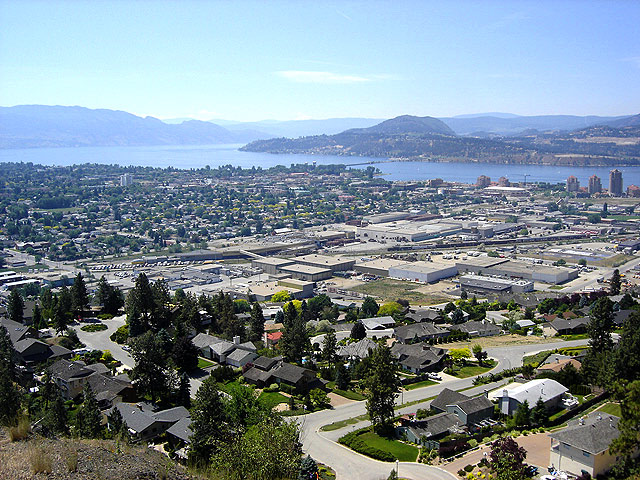
Kelowna med utsikt över Okanagan Lake

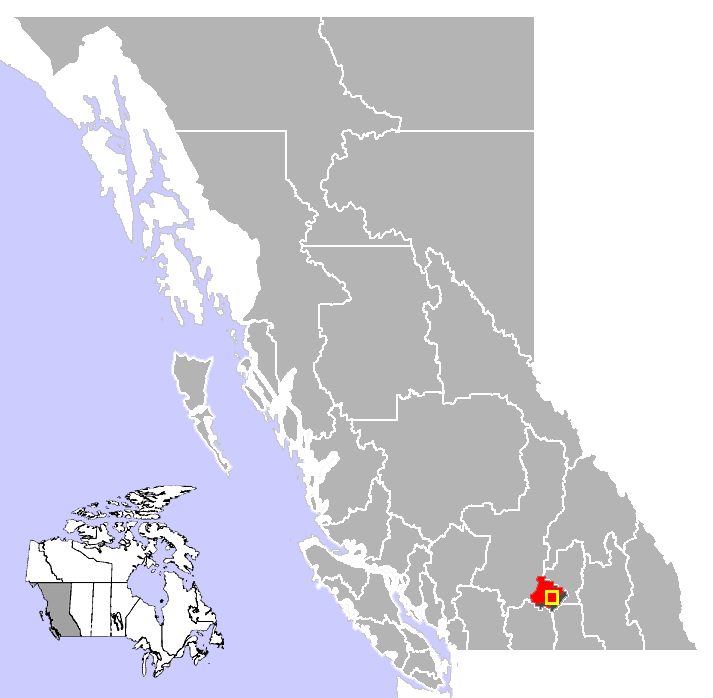
Kelownas läge i British Columbia

Kelowna är en stad vid sjön Okanagan Lake i British Columbia i Kanada. Staden har cirka 110 000 invånare.

## Namn
Staden har fått sitt namn efter ett öknamn på den franske bosättaren August (Augustus) Gillard, som anlände år 1862 efter att sökt guld en tid i Kalifornien. Han var verksam som smed och bodde i en hydda till stor del utgrävd under jord. Han skall ha varit storvuxen och luden och när några från ursprungsbefolkningen First Nation såg honom krypa ur sin grotta likt en björn skrattade de och ropade Kimach touche till varandra. Orden kan översättas till "brunbjörn", "björnansikte" eller "svartbjörnsansikte". I vilket fall blev frasen ett öknamn på Gillard och hans bostad. Trettio år senare skulle den nya bosättningen få officiellt namn men flera tyckte att Kimach touche var för ohyfsat så Kelowna valdes istället. Kelowna betyder på Okangan First Nations språk "grisslybjörnhona".